# Raoul De Keyser
Raoul De Keyser (Deinze, 29 augustus 1930 – aldaar, 6 oktober 2012) was een Belgisch kunstschilder.

## Biografie
Raoul De Keyser werkte al sinds 1964 aan een uitgebreid en persoonlijk oeuvre dat niet in een vaste categorie gevat kan worden. In de jaren zestig werd hij gezien als een belangrijk vertegenwoordiger van de Nieuwe Visie in de schilderkunst, waarbij herkenbare motieven uit het dagelijkse leven worden herleid tot abstracte kleurvlakken en lijnen.

In 1966-67 beschilderde hij in opdracht samen met Roger Raveel, Elias en Lucassen de kelders van het kasteel Beervelde in Oost-Vlaanderen.

Vanaf de jaren zeventig evolueert zijn stijl naar het abstracte met vormen ontleend aan landschappelijke vlakverdelingen met herinneringen aan lijnpatronen van voetbalvelden. Alzo komt hij tot een verdieping naar vorm en structuur van zijn schilderkunstig werk. De Vlaamse kunstcriticus Ludo Bekkers omschrijft het als volgt: "Nooit is een werk af. Men kan vaak aan de randen van het doek aflezen hoe het overschilderd werd om tot een aanvaardbaar resultaat te komen. Maar volledig aanvaardbaar is het kennelijk nooit, want het onderzoek gaat verder op een volgend werk, met soms een andere aanpak, een andere formele structuur, ander kleurgebruik. En dat proces van aanpassen, zelfcorrectie en overschilderen is nu juist het boeiende van dit oeuvre. Zijn betekenis ligt niet in de herinnering van de realiteit, maar in het zoeken naar het uiteindelijke schilderij waarvan de voorgaande stappen de herinnering zijn".
De Keysers werk munt uit door subtiliteit en zegt veel met weinig middelen. Zijn doeken ogen abstract, maar zijn meestal gebaseerd op motieven uit zijn dagelijkse omgeving zoals een zonnescherm, een deurklink of een boom in de tuin.
De Keyser was van grote betekenis voor het werk van een jongere generatie schilders als Luc Tuymans. Zijn werk wordt vertegenwoordigd door galeries in hedendaagse kunst zoals Zeno X en David Zwirner.
De Keyser is op 6 oktober 2012 te Deinze gestorven.

## Tentoonstellingen
De Keysers werk was aanwezig op vele tentoonstellingen zoals Documenta (Kassel, 1992); Der zerbrochene Spiegel. Positionen zur Malerei (Wenen, Hamburg, 1993); Unbound. Possibilities in Painting (Hayward Gallery, Londen, 1994) en Trouble Spot. Painting (MUHKA, Antwerpen, 1999). Zijn werk was te zien op de Biënnale van Venetië 2007. Museum De Pont heeft een groot aantal werken van De Keyser in zijn collectie opgenomen.

## Onderscheidingen
- Cultuurprijs van de Vlaamse Gemeenschap